# Domingo de Ugalde
Domingo de Ugalde fue un marino de origen vasco que actuó durante las Invasiones Inglesas al Virreinato del Río de la Plata.

## Biografía
Domingo de Ugalde emigró al Río de la Plata y el 13 de octubre de 1805 al mando de la fragata del comercio de Lima Nuestra Señora de Isiar, alias Joaquina, armada con 70 hombres y 14 carronadas de a 8, apresó al bergantín inglés Antilope, de 16 cañones y 64 hombres, a poca distancia de la Isla de San Lorenzo después de un sangriento combate.
Tras varias descargas los hombres de la Joaquina intentaron infructuosamente el abordaje. Después de otras tres horas de cañoneo, un nuevo asalto llevado a cabo por 25 hombres logró apresarlo. Las bajas españolas fueron de 4 muertos y 14 heridos, mientras que las británicas fueron de 15 muertos, entre ellos el primer y segundo capitán, y 16 heridos.
En 1806 tenía el grado de alférez de fragata graduado de la Real Armada. Durante las Invasiones Inglesas organizó la compañía de artillería de Indios, Pardos y Morenos o Castas de Artillería. Durante la defensa de Buenos Aires en 1807 actuó como comandante del batallón, ocho compañías con 426 hombres, destinada fundamentalmente a tareas de apoyo logístico.
Posteriormente se dedicó con éxito al comercio, como se desprende de la contribución aportada en el empréstito forzoso de 1813 para los ciudadanos españoles.